# فرودگاه بین‌المللی مینانگکابو
فرودگاه بین‌المللی مینانگکابو (به انگلیسی: Minangkabau International Airport) (به زبان بومی: Bandar Udara Minangkabau) یک فرودگاه همگانی با کد یاتا PDG است که یک باند فرود آسفالت دارد و طول باند آن ۲۷۴۹ متر است. این فرودگاه در کشور اندونزی قرار دارد و در ارتفاع ۵ متری از سطح دریا واقع شده‌است.

## شرکت‌های هواپیمایی و مقصدهای پروازی

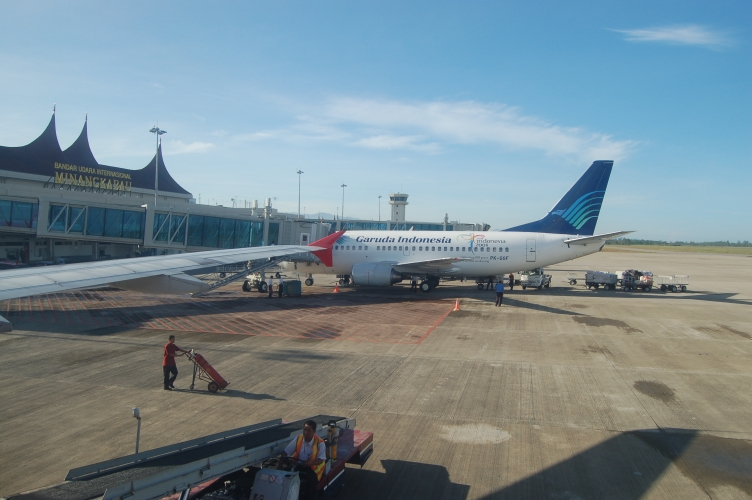
گارودا ایندونزیا in Minangkabau International Airport

### مسافری
| شرکت‌های هواپیمایی | مقصدهای پروازی                                                                                           |
| ----------------- | --- |
| ایرآسیا           | کوالالامپور                                                                                              |
| باتیک ایر         | حلیم پرداناکوسوما، سوئکارنو-هتا                                                                          |
| سیتیلینک          | هنگ نادیم، حلیم پرداناکوسوما، سوئکارنو-هتا                                                               |
| اکسپرس‌ایر         | حسین ساسترانگارا، راجا هاجی فی‌سبیل‌الله (آغاز از ۵ سپتامبر ۲۰۱۷)                                          |
| گارودا ایندونزیا  | سوئکارنو-هتا چارتر: ملک عبدالعزیز (Begins ۱۲ نوامبر ۲۰۱۷)                                                |
| لاین ایر          | هنگ نادیم، سوئکارنو-هتا، کوالا نامو، جواندا                                                              |
| Sriwijaya Air     | سوئکارنو-هتا، کوالا نامو                                                                                 |
| سوسی ایر          | Muko-Muko, Sipora                                                                                        |
| وینگز ایر         | فاتماواتی سوکارنو (آغاز از ۳۰ اوت ۲۰۱۷)، بیناکا، سلطان طاها، سلطان سیاریف قسیم دوم (آغاز از ۳۰ اوت ۲۰۱۷) |

### باری
| شرکت‌های هواپیمایی | مقصدهای پروازی    |
| ----------------- | ----------------- |
| Cardig Air        | حلیم پرداناکوسوما |